# Trehuaco (leyenda)
Para el pueblo homónimo de la Región del Ñuble, véase Trehuaco
El trehuaco (del mapudungun trewa "perro" y ko, "agua") es un animal fantástico del agua presente en la mitología chilota.

## Descripción
El trehuaco es descrito como un bello animal, con cabeza de pescado, genitales de caballo, de musculatura firme, extraordinaria fuerza, y un gran y negro pelaje con una apariencia muy similar a la de un gran perro.
El nombre de trehuaco se origina del croar de un sapo minúsculo que habitaba en pequeños puquios en la parte baja del cerro Puralihue, a orillas del camino viejo a Quirihue. El croar de este animal era semejante al ladrido de un cachorro (guau), de ahí el nombre: Trewa = perro y Ko = agua que da en mapudungun Trewako. Es erróneo decir "treguaco".

## Leyenda
Según la leyenda, se dice que en Chiloé, en las cercanías de  Yaldad existe una laguna encantada, en la cual habitaría una criatura conocida como Trehuaco. Se cree que si una mujer se acerca a esta laguna y recita ciertos versos mágicos, haría que las aguas de la laguna se alejaran hacia el mar, de la misma forma que si fuera un río, y que en el centro de la ya seca laguna aparecería el Trehuaco. Luego si la mujer llama al Trehuaco, este se acercaría rápidamente hacia ella; y en ese momento comenzarían a tener una relación sexual zoofílica.
Posteriormente, ya cumplido el deseo de la mujer, y ya satisfecho el Trehuaco, la criatura volvería al centro de la laguna seca, en donde la criatura comenzaría a lanzar roncos aullidos, haciendo que las aguas nuevamente retornen a la laguna, desapareciendo en las profundidades de la laguna, hasta que otra mujer lo llame nuevamente para cumplir sus deseos amorosos.
También se dice que luego de que el Trehuaco desaparezca la mujer se quedaría dormida, despertando posteriormente junto a la puerta de su casa. También se cree que si alguna persona sorprendiera a la inusual pareja, el Trehuaco desaparecería inmediatamente, mientras que la mujer quedaría con una gran melancolía que le durará por mucho tiempo.